# Ommatius truncatus
Ommatius truncatus är en tvåvingeart som beskrevs av Joseph och Parui 1984. Ommatius truncatus ingår i släktet Ommatius och familjen rovflugor. Inga underarter finns listade i Catalogue of Life.